# Chrysopilus latus
Chrysopilus latus är en tvåvingeart som beskrevs av Enrico Adelelmo Brunetti 1920. Chrysopilus latus ingår i släktet Chrysopilus och familjen snäppflugor. Inga underarter finns listade i Catalogue of Life.